# Mai Zetterling
Mai Elisabeth Zetterling (24. maj 1925 – 17. marts 1994) var en svensk skuespiller og instruktør.
Hun var født i Västerås i Västmanland i Sverige i en arbejderklassefamilie. Hun begyndte skuespillerkarrieren som 17 årig ved Dramaten, det svenske nationalteater. Hendes gennembrud var i filmen Hets af Alf Sjöberg (med manuskript af Ingmar Bergman) i 1944. 
Zetterling medvirkede i film fra 1940 til 1990'erne, og spillede bl.a. i Quartet (1948), The Romantic Age (1949), Only Two Can Play (1962), og The Witches (1990). Den sidste filmrolle hun havde var i den svenske film Morfars resa i 1993.
I Danmark regisserade hun 1968 filmen Doktor Glas (Doctor Glas) med Per Oscarsson, Lone Hertz, Bente Dessau og Bendt Rothe.

## Filmografi
Delvis filmografi som regissør: 
- 1962 The War Game
- 1964 Älskande par – bandlyst på Filmfestivalen i Cannes.
- 1966  Nattlek – bandlyst på Filmfestivalen i Venedig.
- 1968 Doctor Glas
- 1968 Flickorna
- 1973 Visions of Eight
- 1977 Månen är en grön ost
- 1982 Love
- 1983 Scrubbers
- 1986 Amorosa
- 1990 Sunday Pursuit

Delvis filmografi som skuespiller: 
- 1941 Lasse-Maja
- 1944 Hets
- 1946 Driver dagg faller regn
- 1947 Frieda
- 1948 Musik i mörker
- 1948 Nu börjar livet
- 1948 Portrait from Life
- 1948 Quartet
- 1949 The Lost People
- 1954 Knock on Wood
- 1956 Ett dockhem
- 1962 Only two can play
- 1990 The Witches
- 1990 Hidden Agenda
- 1993 Morfars resa